# Cheilosia ferruginea
Cheilosia ferruginea är en tvåvingeart som först beskrevs av Jon C. Lovett 1919.  Cheilosia ferruginea ingår i släktet örtblomflugor, och familjen blomflugor. Inga underarter finns listade i Catalogue of Life.